# 陈锐霆
陈锐霆（1906年11月10日—2010年6月13日），中国人民解放军将领。华东野战军特种兵纵队（炮纵）司令员。1955年被授予中国人民解放军开国少将军衔。
1928年12月，陳銳霆考入河北軍事政治學校，分到炮兵隊。1930年畢業後，被分配到閻錫山的炮兵第二十八團補充隊任中尉隊副。1935年，考入南京炮校第二期學習，在炮校學習期間，於1937年3月秘密加入了中國共產黨。1941年發生皖南事變，陳銳霆向中共中央請求率部投共，4月17日下午，毛澤東、朱德發電同意，陳銳霆帶1000餘人投共，23日張愛萍代表新四軍，宣佈第四二五團改編為新四軍獨立旅，由陳銳霆任旅長。曾任炮兵参谋长。1955年，授予中国人民解放军少将。